# Tunisiska köket

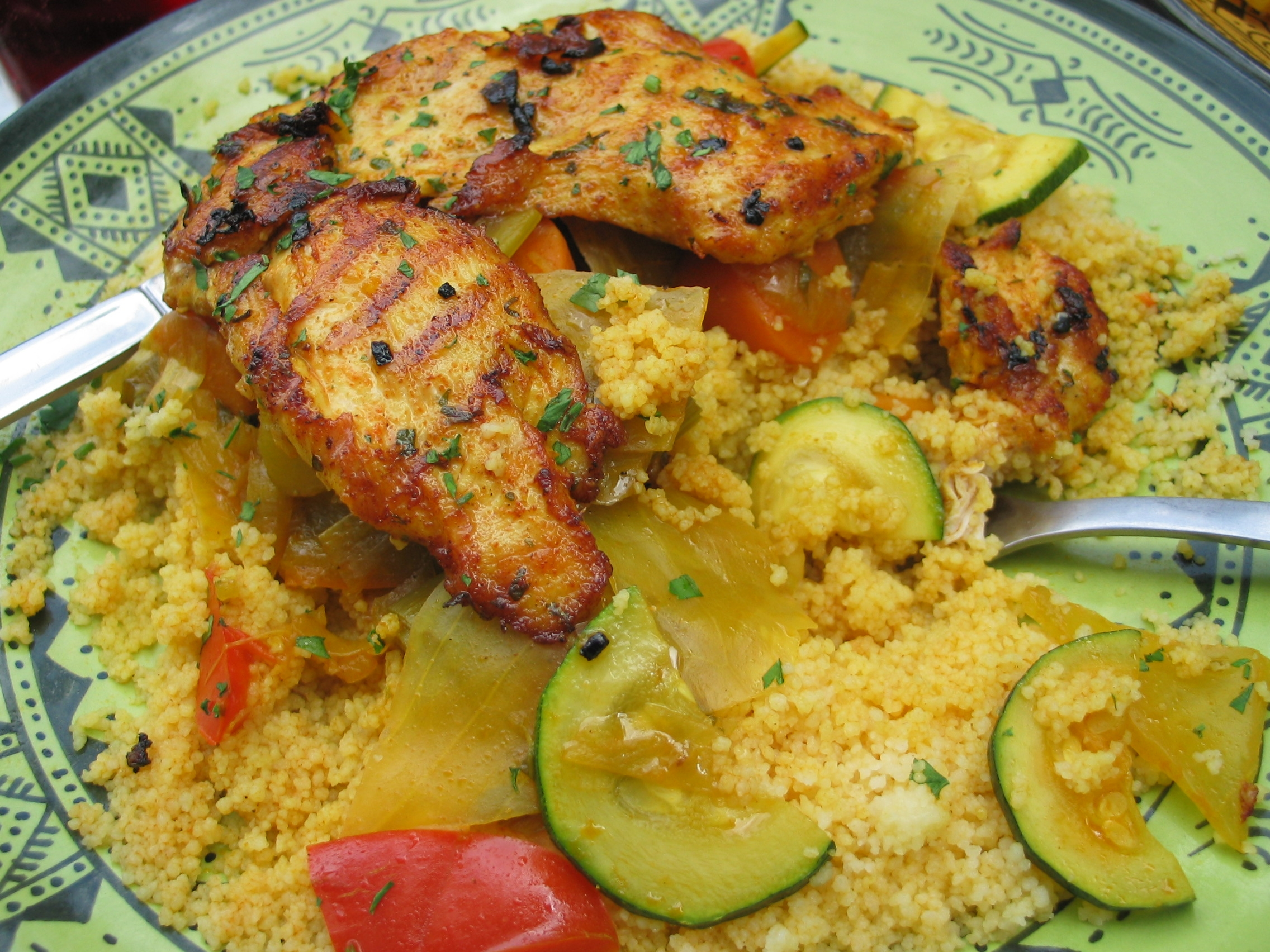
Tunisisk couscous med kycklingkött.

Det tunisiska köket utgör en del av det nordafrikanska köket, som i sin tur är en del av medelhavsköket. Trots många likheter med grannländerna finns en tunisisk gastronomisk tradition med tydliga särdrag, där influenser hämtats från bland annat fenicier, romare, berber, araber, fransmän och italienare. Som en följd av internationaliseringen har numer även kinesisk, japansk och indisk matkultur gjort intåg, liksom snabbmat.

## Kryddor och smaksättare
Citron och olivolja är centrala ingredienser i det tunisiska köket. Bland kryddorna är kummin, spiskummin, koriander, gurkmeja, chili, paprika, ingefära, kryddnejlika, saffran, svartkummin, kubeberpeppar och kanel de viktigaste, och de vanligaste örterna är mynta, anis, fänkål, rosmarin, mejram, oregano, vitlök, kungsmynta, lagerblad och dill. Rosenknoppar och torkade apelsinskal samt rosenvatten och liknande aromatiska destillat (geranium, apelsinblom) används framför allt i bakverk och efterrätter. 
Liksom i övriga Nordafrika används olika kryddblandningar i matlagningen. Chermoula är en mångsidig tjock sås där typiska ingredienser är spiskummin, paprika, lök, vitlök, chili, gurkmeja och persilja. Ras el hanout är en mald kryddmix som finns i ett otal varianter, men vanligen ingår olika sorters peppar, torkade rosenknoppar, kanel, kryddnejlika och kubeberpeppar. Tabil (tabel) består främst av pepparfrukter, koriander, spiskummin och vitlök. Galat dagga innehåller typiskt peppar, paradiskorn, kryddnejlika, kanel och muskot. Harissa är en puré på malda pepparfrukter, och innehåller även spiskummin, vitlök, salt och olivolja. Måltider inleds ofta med lite bröd, oliver och harissa.

## Soppor

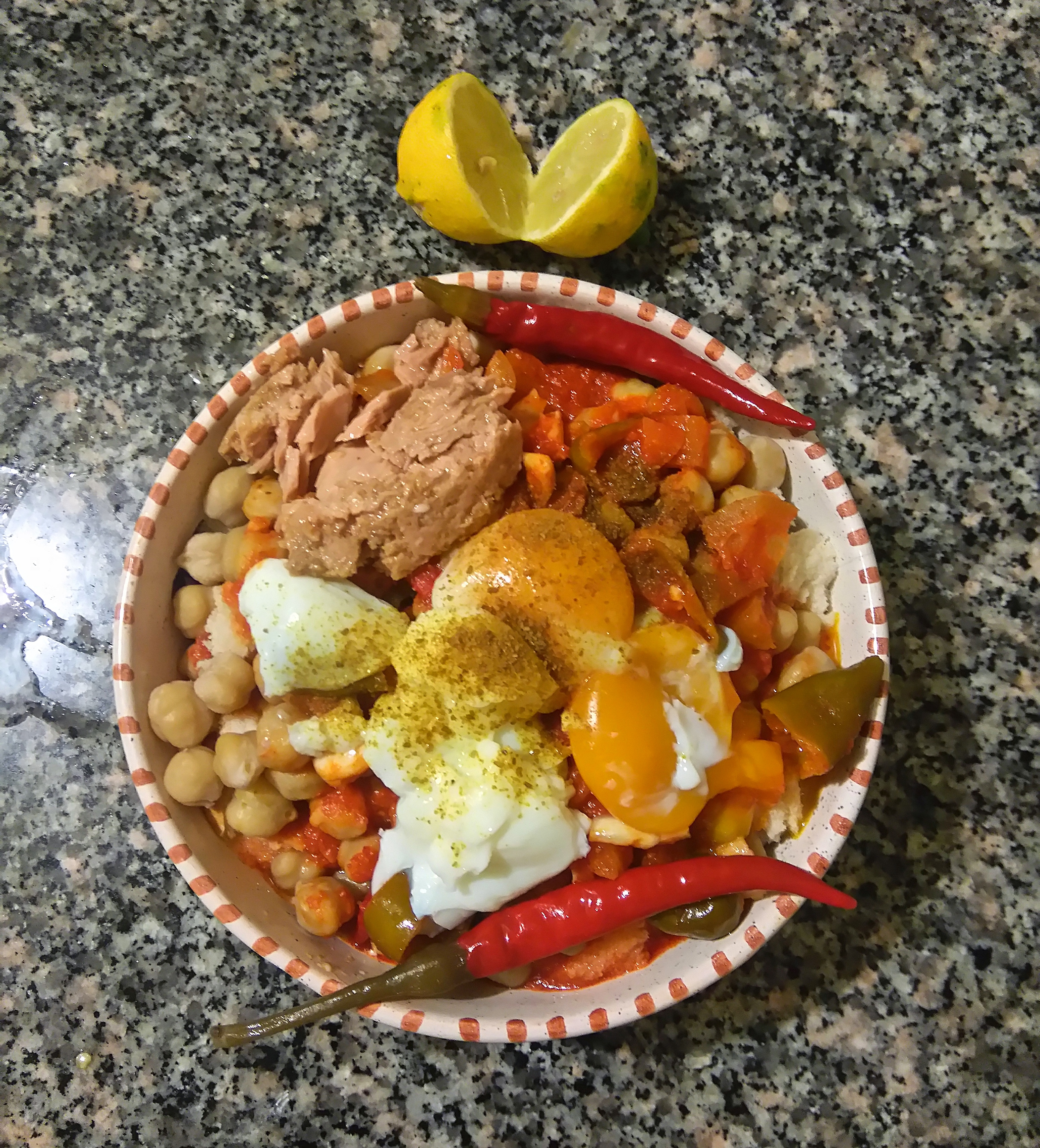
Lblabi

Soppor äts främst vintertid och under ramadan. Vanligast är chorba, som kan innehålla kött eller fisk, och som vanligen är smaksatt med persilja, selleri och citron. Lablabi är en kikärtssoppa som även innehåller brödkrutonger, olivolja, harissa, vitlök, salt, kummin och lite citronsaft. Andra vanliga soppor är sder med mannagryn som bas, hassou (hsou), som är redd med mjöl och smaksatt med bland annat vinäger, samt hlalem och m'hamsa, som båda innehåller pasta. 

## Sallader

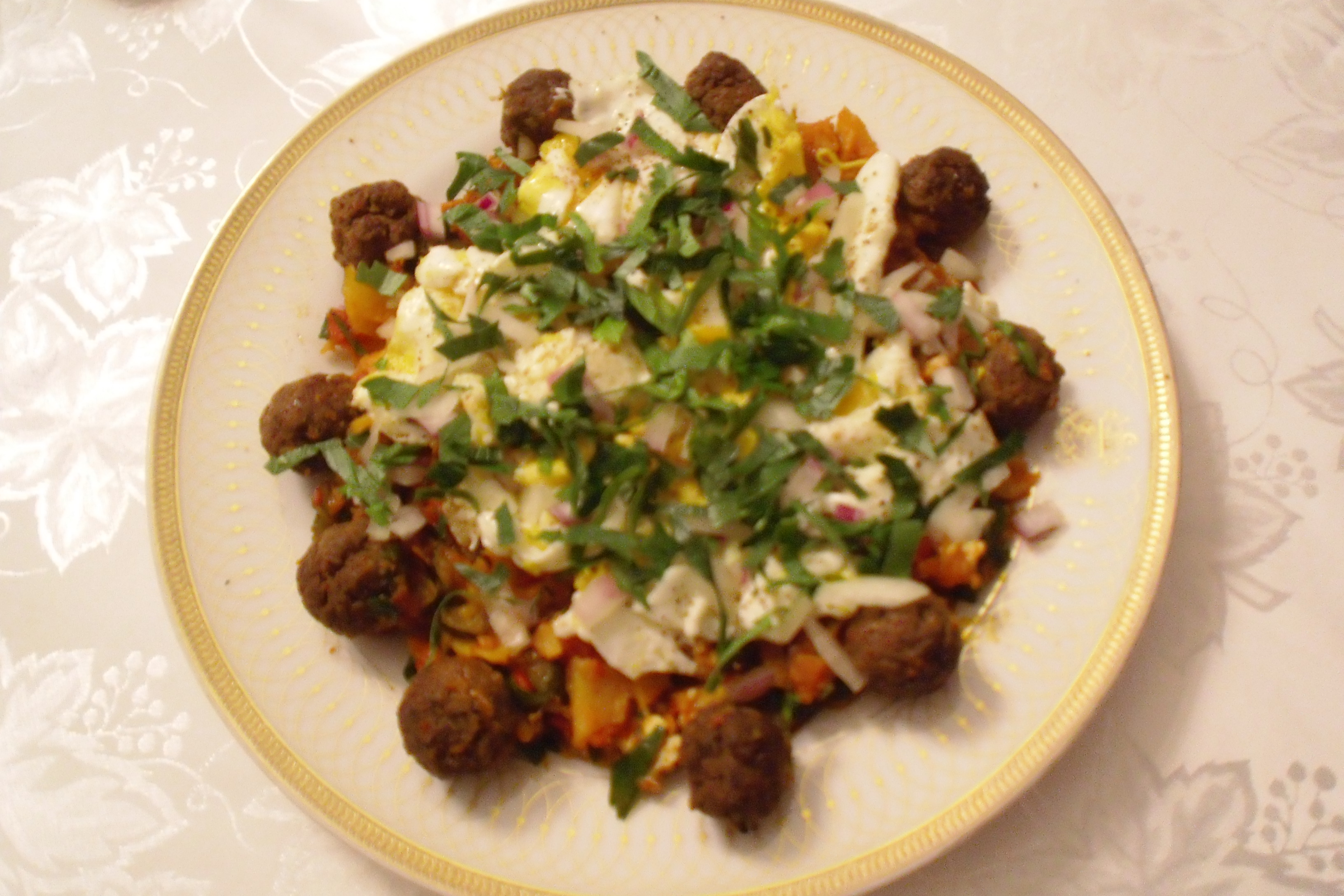
Kefteji

Det finns ett otal tunisiska sallader som baseras på färska, grillade, kokta eller friterade grönsaker. Vanliga ingredienser är även kokta ägg, tonfisk i olja, sardiner, oliver, kapris samt inlagda (olivolja och vinäger/citron) grönsaker. Vid kusterna finns många olika sallader som baseras på havsmat som bläckfisk. Det finns även flera sallader där en enskild grönsak tillåts dominera, exempelvis rädisor (med persilja och selleri, citronsaft och olivolja), gurka (med torkad mynta, vinäger och olivolja), kronärtskocka (citron, kapris och olivolja), fänkål (persilja, vinäger och olja) eller haricots verts (olja, vinäger och vitlök).
- La salade tunisienne består av tomater, gurka, lök, rädisor, persilja, sura äpplen och finhackad paprika, och smaksätts med salt, peppar, torkad mynta, citronsaft och olivolja, för att slutligen garneras med oliver, kokta ägg, samt tonfisk eller sardiner.
- Mechouia består av grönsaker (tomater, paprika, lök och ibland aubergine) som grillats och sedan finhackats. Vitlök, koriander, spiskummin, olivolja, citronsaft och harissa tillsätts, och salladen garneras vanligen med tonfisk i olja, kokta ägg, och kapris eller oliver.
- Omek houria (omi  horiya[1]) innehåller mixade kokta morötter, krossad vitlök, kummin, harissa, vinäger, salt och olivolja.
- Tastira består av paprika, tomat och stekt ägg, smaksatt med salt och kummin.
- Den judiska specialiteten Maghmouma (makbouba, marmouma[2]) tillverkas genom att låta paprika och tomat tillagas i olivolja med vitlök i ett slutet kärl. Salt, spiskummin och harissa smaksätter.
- Kefteji är en mäktig sallad bestående av olika friterade grönsaker (zucchini, pumpa, paprika, potatis mm.), lever och friterade ägg, smaksatt med olivolja, harissa och kryddor, eller med en tomatsås med vitlök och köttbullar.

## Förrätter

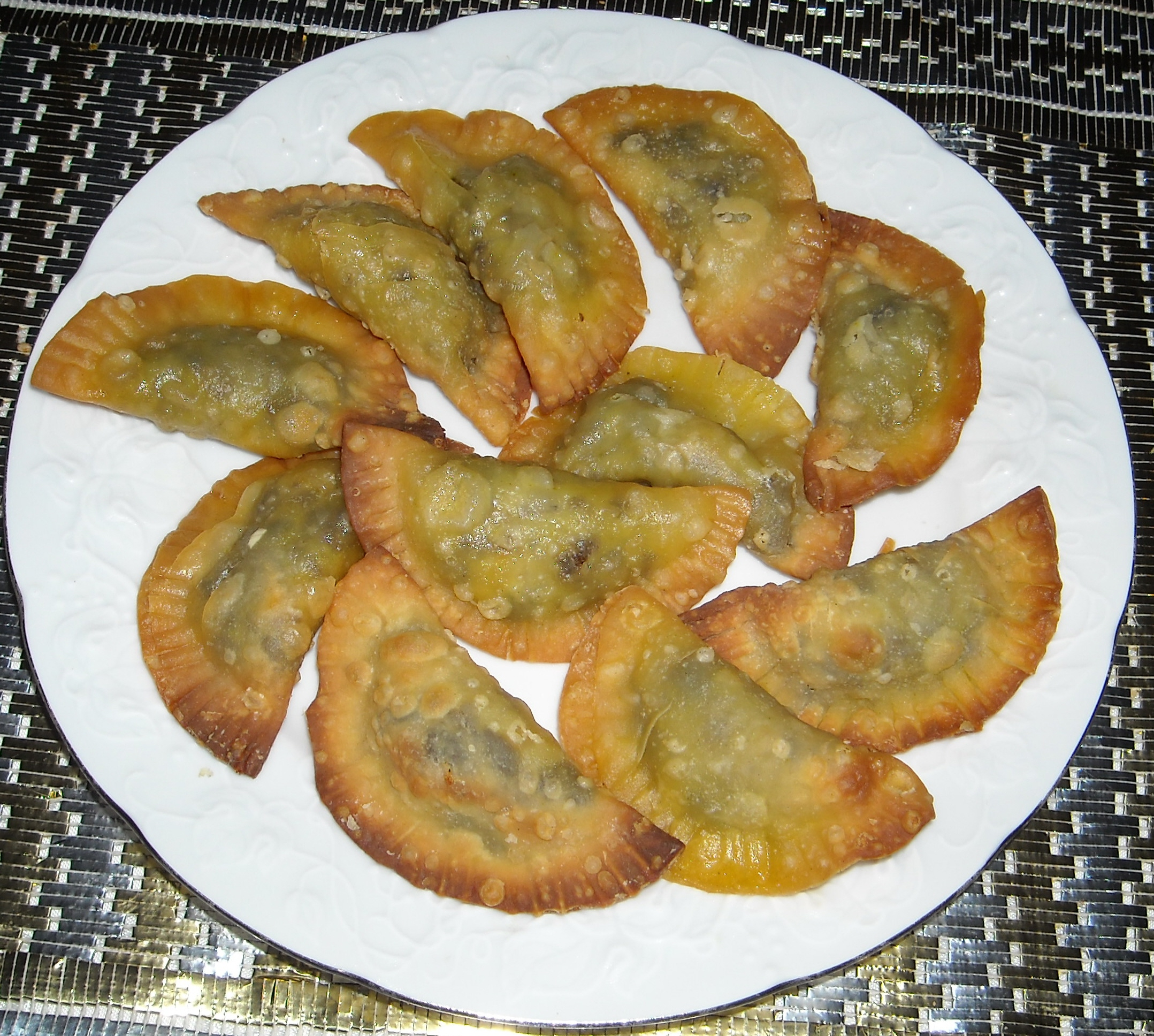
Brik Edennouni

Den mest typiska och populära tunisiska förrätten är brik, en sorts lättare crêpe gjord på filodeg, vikt som en halvmåne eller triangel, fylld och friterad. Vanliga innehåll är ägg, tonfisk, persilja, hackad lök och mosad kokt potatis. Även kött, fisk, räkor och ost hör till de många olika fyllningarna. Briket edanouni är fylld med köttfärs, persilja och hackad lök. 
Den tunisiska varianten av köfte är söndersmulade kött- eller fiskbullar på vilka man lägger persilja, lök och ägg (för att binda samman allt). Mbattans är hackade grönsaker som kryddas, doppas i vispat ägg, rullas i mjöl och sedan steks. B'nadek är en köttbulle  med kryddor (utan andra ingredienser) som kokas i en blandning av hälften vatten, hälften olja tills vattnet förångats och bara oljan återstår. 
Fricassé är ett litet friterat, salt bröd (beignet) som sedan öppnas, bres med harissa och fylls med exempelvis tonfisk i olja, skivad kokt potatis och kapris. Fricassé är en mycket vanlig snabbmat i gatukök, där man även finner bambalouni och ftaïr, som båda är söta varianter av beignet. 

## Couscousrätter
Couscous är Tunisiens nationalrätt, och viktig vid högtider. Samtidigt är den vardagsmat, även om pasta i olika former är den vanligaste stapelvaran. Couscous tillagas i en couscousier, som består av två delar. Underst finns en kittel med kokande vatten, som vanligen innehåller köttet och grönsakererna, och ovanpå finns en del där semilonagrynen  får ångkoka. Varianter finns, exempelvis brukar man på Djerba ångkoka fisk och grönsaker tillsammans med couscousgrynen i den övre delen. Råvaran är vanligen durumvete, men det finns även regionala varianter med havre eller linser. I Nordafrika används ordet couscous för att beteckna hela rätten, inte bara couscousgrynen.  
Mesfouf är finkornig couscous med lite smör, och den förekommer i både sockrade och saltade varianter. I kustområden som Sfax, Gabès, Djerba och Kerkennah finns couscousrätter med fisk, skaldjur och bläckfisk. Till sådana rätter används mycket finkornigt semolinagryn, och vanligen kummin, lök, tomat och mycket vitlök. Couscousrätter med inälvsmat finns också, men blir allt ovanligare, troligen på grund av att de tar lång tid att tillaga. 

## Kött och fisk
Tunisien är känt för sin stora variation bland fiskrätter. Både kött och fisk marineras vanligen inför grillning eller stekning, och även citron används flitigt. 
- Market jellaba är en gryta med kött, tomatsås och lök som bas. Den finns även i en variant utan tomatsås och med saffran eller gurkmeja.
- Mosli är en rätt med grillat lamm smaksatt med saffran eller gurkmeja, men även kalvkött, kvitten, plommon, äpplen och potatis kan förekomma.
- Merguez är en korv av lamm- eller oxkött, ofta smaksatt med mynta och vitlök. Det finns även merguez med lever eller inälvor.
- Mloukhiya är en gryta baserad på blad från malvaväxten Corchorus olitorius. Bladen torkas, mals, blandas med olivolja, och får sedan koka i vatten under flera timmar. Färgen övergår då från grön till brun. Till denna tjocka fond tillsätts grönsaker, kött och smaksättare.
- Kamounia är en gryta bestående av kött och inälvsmat från får, ofta med lök, tomater, peppar, spiskummin, koriander och paprikakrydda.
- Chmenka är också en gryta med inälvsmat, ofta med persilja, tomatpuré och harissa.

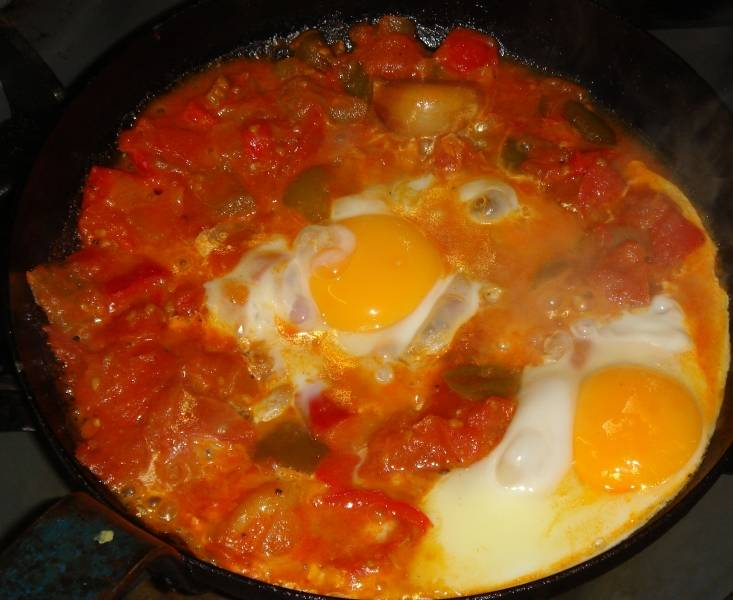
Chakchouka

## Övriga huvudrätter
Tunisisk tagine kan liknas vid en tjock, ugnsbakad omelette med kött, grönsaker och riven ost.

Chakchouka (även shakshouka eller shakshuka) består av tomater, paprika, lök och potatis som man steker i olivolja och slutligen knäcker ägg över. En liknande rätt är ojja (odja), som består av tomater som kokats i olja, vitlök, spiskummin, harissa eller paprika. Ojja kan serveras med köttbullar, merguez eller räkor.

## Söta rätter

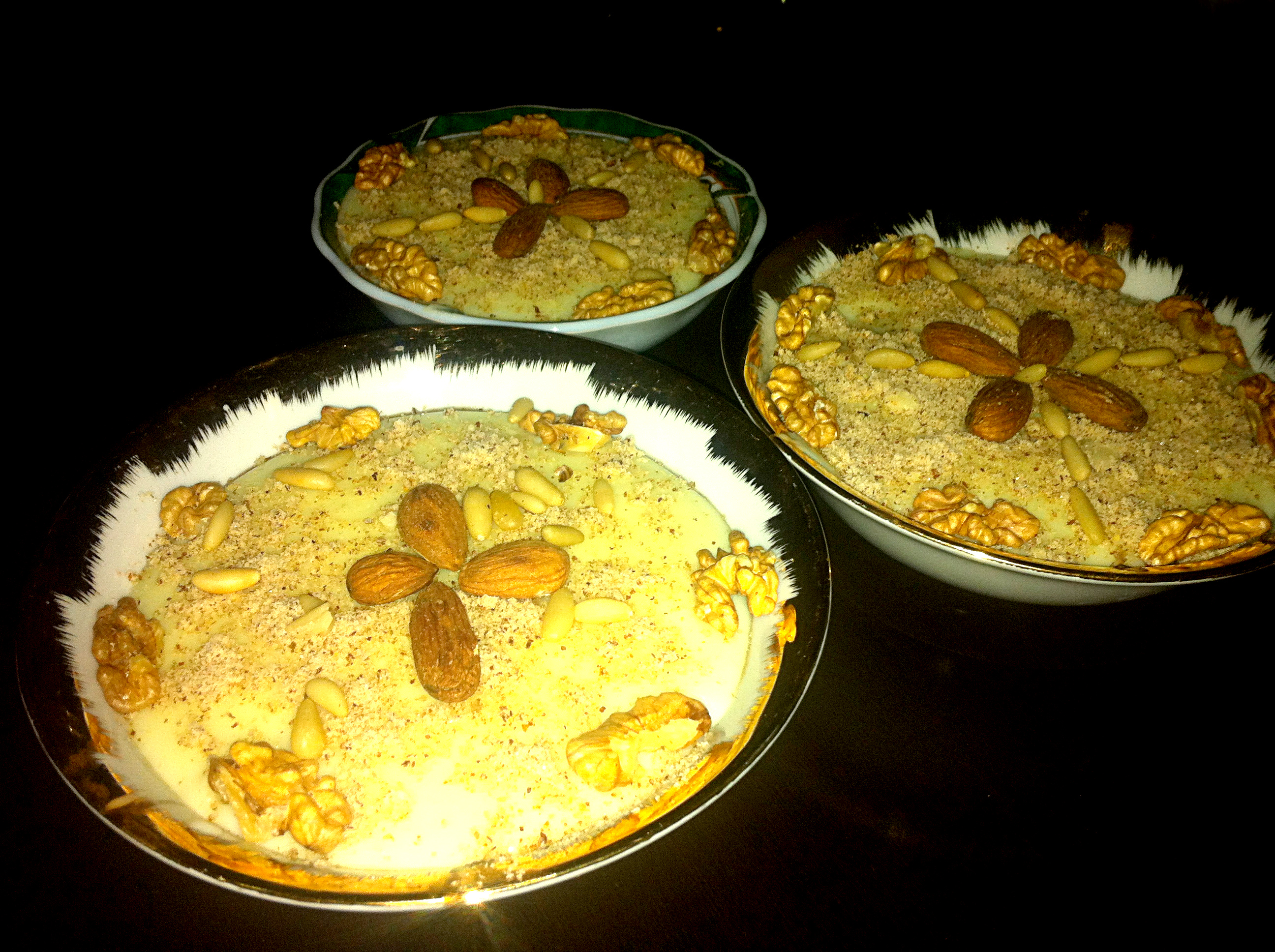
Assidat zgougou

Tunisier avslutar traditionellt inte måltider med efterrätt, men äter söta rätter mellan de stora målen. Vanorna förändras dock, och allt fler äter mindre efterrätter. 
- Assida är en tjock gröt på semolina och vetemjöl, och serveras med smält smör eller smen, samt honung eller socker. Assida äts främst vid shour (sista målet före soluppgången) under ramadan. Assida med nötter, assida boufriwa, är en vanlig rätt vid högtider.
- Assidat zgougou är en gröt baserad på frön från aleppotall. Den äts ofta under Mawlid, och det är vanligt att grannar och släktingar utbyter skålar med rikt dekorerade Assidat zgougou.
- Madmouja är smördegsbakelser fyllda med dadlar, och smaksatta med aromatisk sirap (geranium).
- Rfissa är en mesfouf (semolinapudding) som kan innehålla russin, torkad frukt, dadlar, konfiterad apelsin mm.
- Mhalbiya görs av ris, socker och rosenvatten.
- Krima består av torkad frukt, pistaschnötter, pinjenötter, nötter och mandel.
- Vid högtider är Baklava det viktigaste bakverket. Bey-baklava är ett bakverk som består av ett slags marsipan i tre lager.
- Ghraïba kallas olika mördegskakor, som kan innehålla exempelvis torkad frukt eller sesamfrön.
- Makroud är ett bakverk som innehåller dadlar eller ibland mandel, och som glaseras i honung eller sirap. Kairouan är centrum för detta bakverk.
- Rostad semolina utgör basen för bjawia, som även består av rostade kikärtor, citronsaft och destillat av geranium. Ingredienserna blandas och kyls, och skärs sedan i skivor.
- Det trekantiga bakverket samsa görs av filodeg, och innehåller en blandning av socker och sesamfrön eller mandel, smaksatt med rosenvatten.
- Ett liknande innehåll har Bouza, men degen är baserad på durra, och bakverket kokas i mjölk och socker.
- Den munkliknande Kâak finns i många varianter, där den enklaste kallas bachkoutou, och görs av mjöl, ägg, socker,olja, jäst, apelsinblomsvatten och lite salt.
- Bsissa är en mycket vanlig och mångsidig pudding som vanligen baseras på rostat korn,även om  vete, kikärtor, durra och andra råvaror också används. I sin söta variant åtföljs ofta dadlar, torkade fikon eller färsk frukt. Som salt anrättning smaksätts den med exempelvis bockhornsklöver, mejram, dill[1] eller anis.

## Dryck

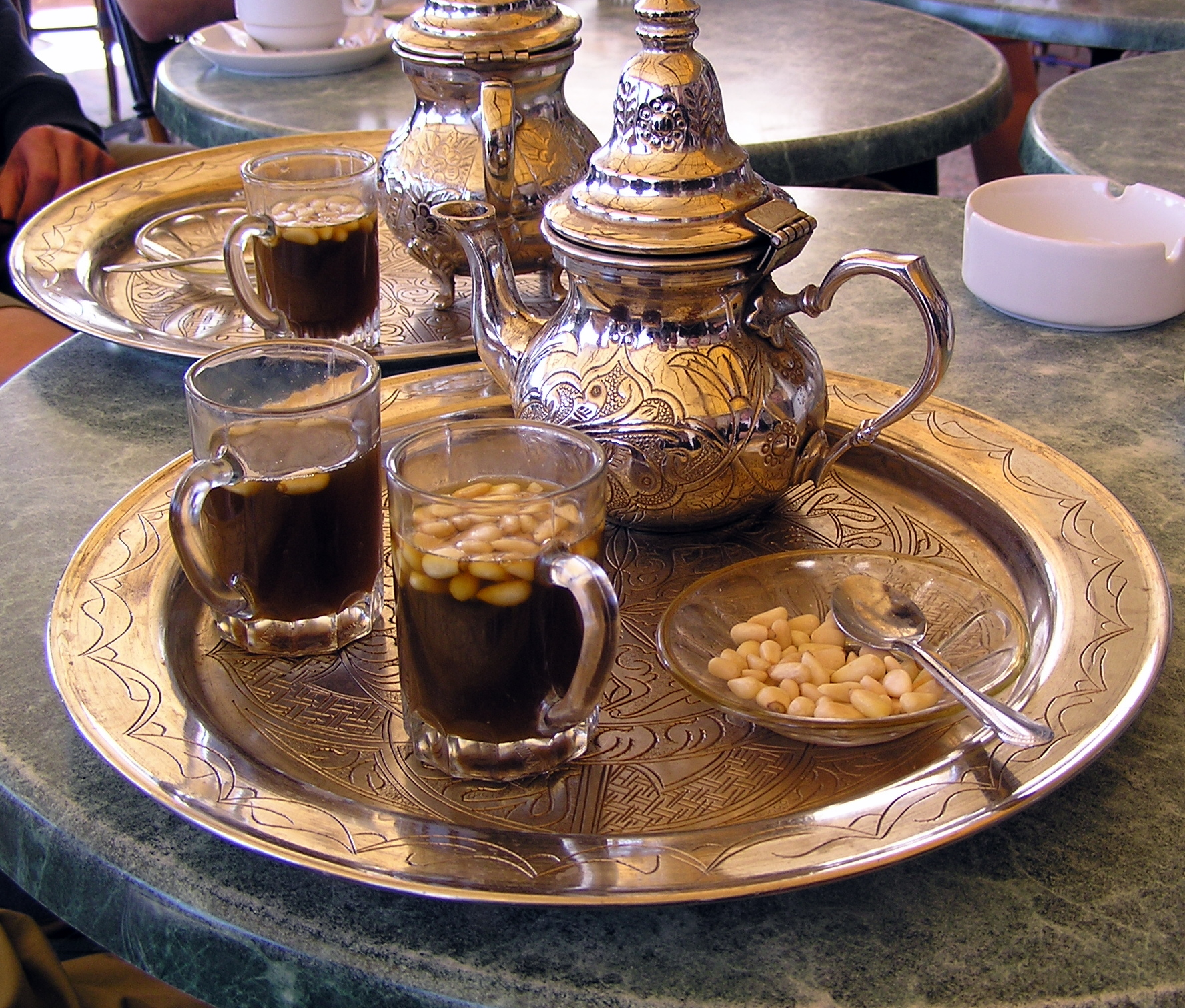
Te med pinjenötter

Under sommarmånaderna konsumeras stora mängder citronsaft och citrondryck. Även apelsin-, jordgubbs-, granatäppel-, aprikos- och persikojuice är vanliga. Legmi består av saven från palmträd, som tappas på morgonen. Saven sötas och dricks som fruktjuice, och kan genom spontanjäsning utvecklas till palmvin. Mycket söta drycker (franska: sirops) dricks vid högtider, bland annat orgeat som görs av söt- och bittermandel. Även granatäpple, mynta, pistage och rosenvatten används som smaksättare. Landets vanligaste läsk heter Boga. Laban är en sorts drickyougurt. 
Många former av te konsumeras, men myntate är vanligast. Ibland tillsätts pinjenötter, mandlar eller rostade jordnötter. Svart te (som kallas rött te i Tunisien) smaksätts vanligen med geranium. Kaffe finns i de flesta varianter, men den traditionella är turkiskt kaffe, ofta smaksatt med några droppar apelsinblommsvatten. Numer är dock café au lait i fransk stil den vanligaste varianten.
Tunisiens vanligaste öl heter Celtia. Fikonbrännvinet boukha tillverkas traditionellt av landets judar, och har vanligen hög alkoholhalt. Thibarine är en sorts grappa tillverkad av dadlar, som ursprungligen tillverkades av landets kristna präster. Cédratine är en likör baserad på citrusfrukter. Många viner produceras i norra Tunisien, och vissa tillhör olika appellationer (Grand Cru Mornag, Mornag, Thibar, Coteaux d'Utique, Tébourba, Sidi Salem, Kélibia).